# Bahnhof Kami-Otai
Der Bahnhof Kami-Otai (jap. 上小田井駅, Kami-Otai-eki) ist ein Bahnhof auf der japanischen Insel Honshū. Er wird gemeinsam von der Bahngesellschaft Meitetsu (Nagoya Tetsudō) und vom Verkehrsamt der Stadt Nagoya betrieben und befindet sich in der Präfektur Aichi auf dem Gebiet der Stadt Nagoya.

## Verbindungen
Kami-Otai ist ein Zwischenbahnhof an der Meitetsu Toyota-Linie der Bahngesellschaft Meitetsu, die Nagoya mit Inuyama und Kakamigahara verbindet. Ebenso ist Kami-Otai die westliche Endstation der Tsurumai-Linie der kommunal geführten U-Bahn Nagoya. Auf der Meitetsu Inuyama-Linie gibt zwei Gattungen von Eilzügen mit unterschiedlichen Streckenverläufen. Die halbstündlich verkehrenden Express verbinden Kōwa mit Ōtagawa, Meitetsu Nagoya und Iwakura und Shin-Unuma. Ebenfalls im 30-Minuten-Takt fahren die Semi Express vom Flughafen Chūbu über Ōtagawa, Meitetsu Nagoya und Inuyama nach Shin-Kani. Nahverkehrszüge im 15-Minuten-Takt fahren ab Higashi-Okazaki über Chiryū und Meitetsu Nagoya bis Iwakura, die Hälfte von ihnen weiter bis nach Inuyama.
Den rein innenstädtischen Verkehr von Akaike durch das Stadtzentrum von Nagoya nach Kami-Otai übernimmt die U-Bahn. Züge verkehren tagsüber alle sieben oder acht Minuten, während der Hauptverkehrszeit alle vier oder fünf Minuten, an Wochenenden und Feiertagen alle zehn Minuten. Bei etwa der Hälfte handelt es sich um Meitetsu-Züge, die am östlichen Streckenende nach Toyotashi durchgebunden werden. Ihre westliche Endstation ist üblicherweise Kami-Otai. Jedoch wechselt ein Zug je Stunde dort auf die Meitetsu Inuyama-Linie und fährt weiter bis nach Iwakura, Kashiwamori oder Inuyama.
Kami-Otai ist ein Knotenpunkt des lokalen und regionalen Busverkehrs. Auf dem südwestlichen Bahnhofsvorplatz befindet sich ein Busterminal mit mehreren Haltestellen, die von acht Linien der Gesellschaften Nagoya City Bus und Meitetsu Bus bedient werden.

## Anlage
Der Bahnhof befindet sich im Stadtteil Keisei-chō, der zum Bezirk Nishi-ku der Stadt Nagoya gehört. Prägend ist die aufgeständerte Mei-Nikan-Autobahn, die unmittelbar beim Bahnhof über die Trasse hinwegführt. Im Westen und Südosten sind gemischte Wohn- und Geschäftsviertel zu finden, an der Nordostseite ein großer Parkplatz.
Die Anlage ist annähernd von Süden nach Norden ausgerichtet und umfasst vier auf einem Viadukt befindliche Gleise. Sie dienen alle dem Personenverkehr und liegen an zwei überdachten Seitenbahnsteigen. Grundsätzlich nutzt Meitetsu die beiden äußeren Gleise, die U-Bahn die beiden inneren. Das Portal des innenstädtischen U-Bahn-Tunnels befindet sich etwa 400 Meter weit im Südosten; die dazu gehörenden Gleise steigen rasch zum Viadukt hinauf und enden nördlich des Bahnhofs (nach der Überquerung des Shin-kawa) stumpf, sodass dort Wendemanöver durchgeführt werden können. Es gibt kein eigentliches Empfangsgebäude, sondern zwei ebenerdige Eingangsbereiche unter dem Viadukt an beiden Enden der Bahnsteige; der Zugang erfolgt von dort aus mittels Rolltreppen und Aufzügen.
Im Fiskaljahr 2019 nutzten durchschnittlich 32.072 Fahrgäste täglich den Bahnhof. Davon entfielen 10.270 auf die Meitetsu und 21.802 auf die U-Bahn.

## Bilder

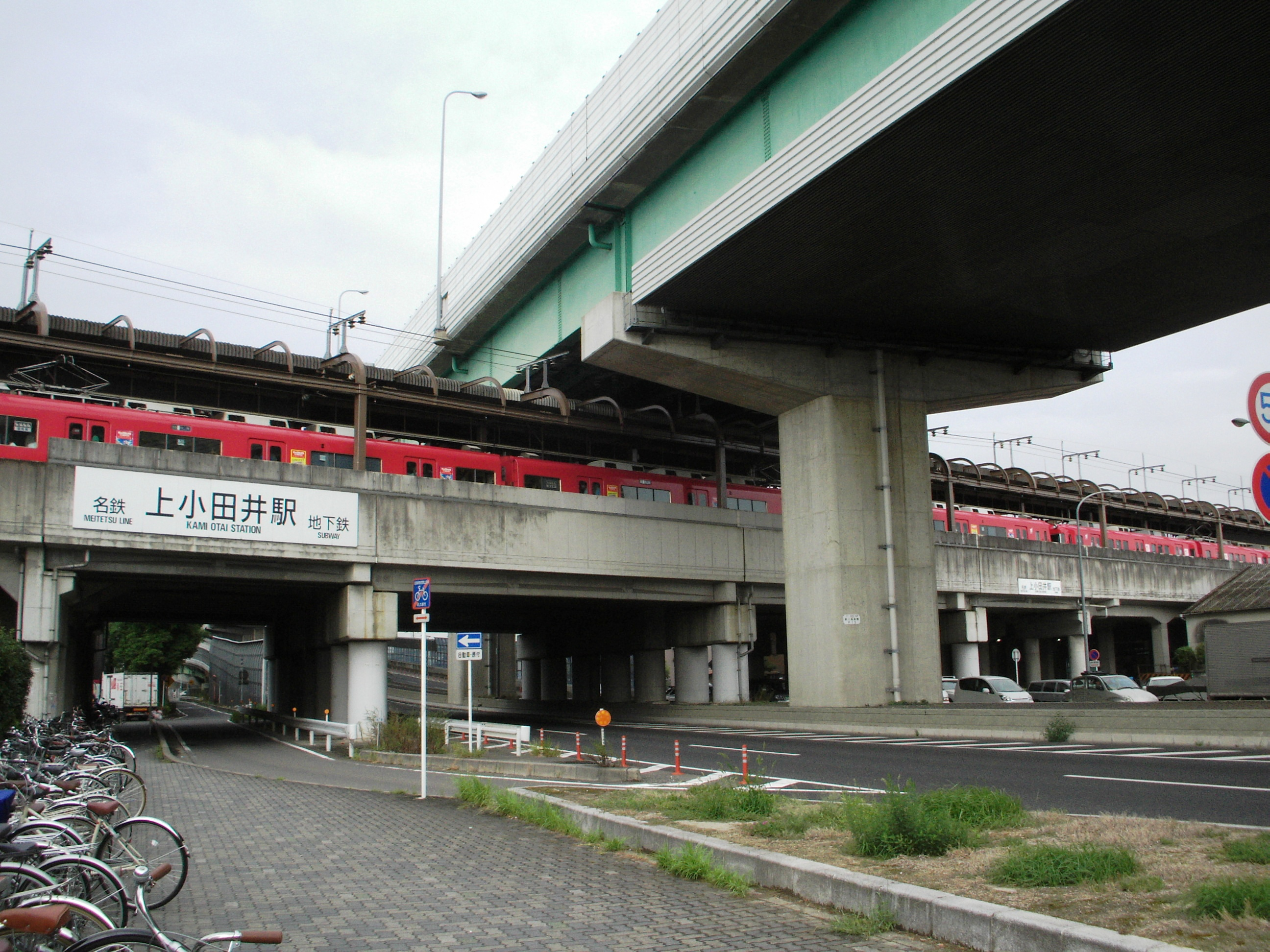
Die Stadtautobahn führt über den Bahnhof hinweg
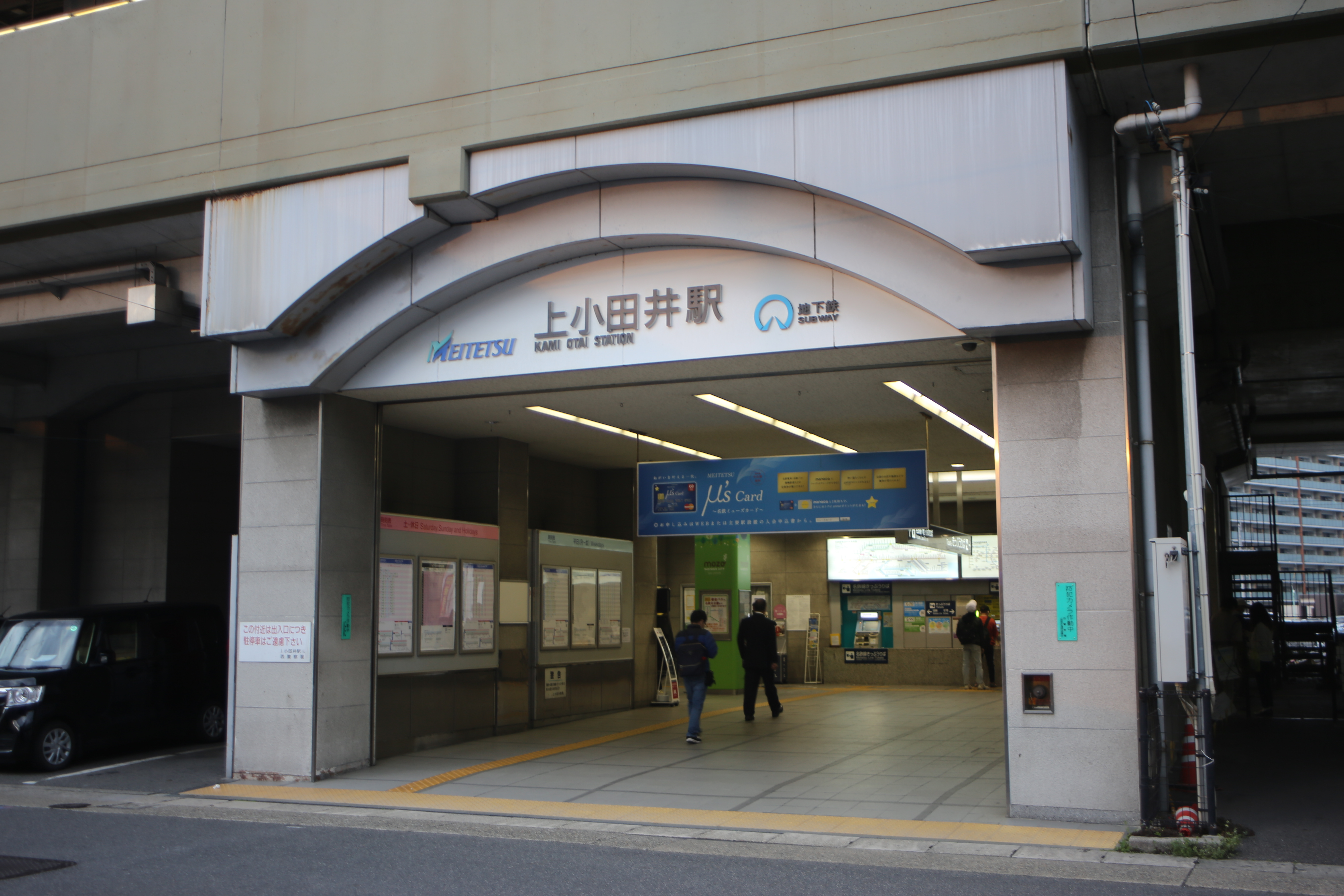
Eingangsbereich
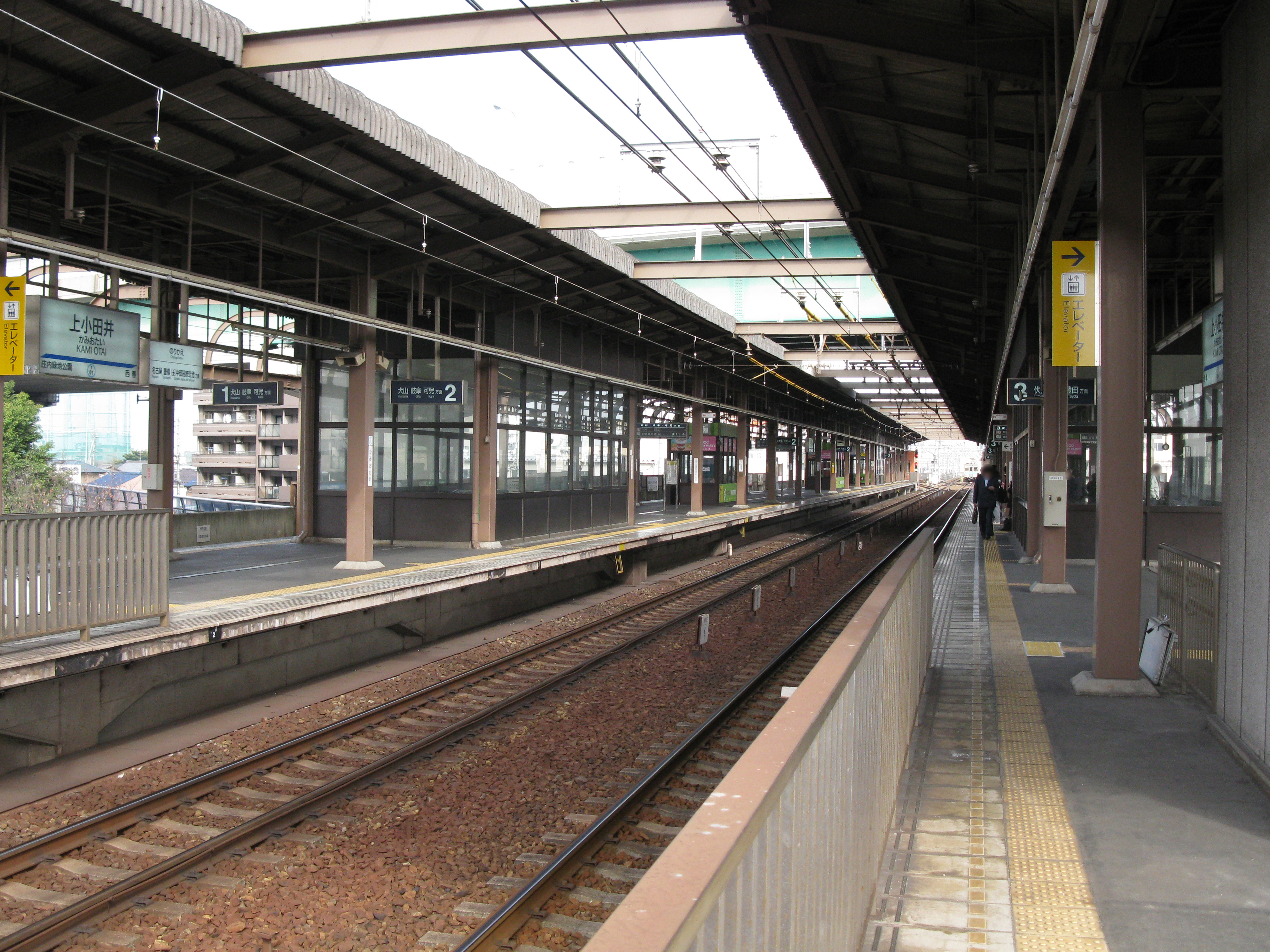
Bahnsteige
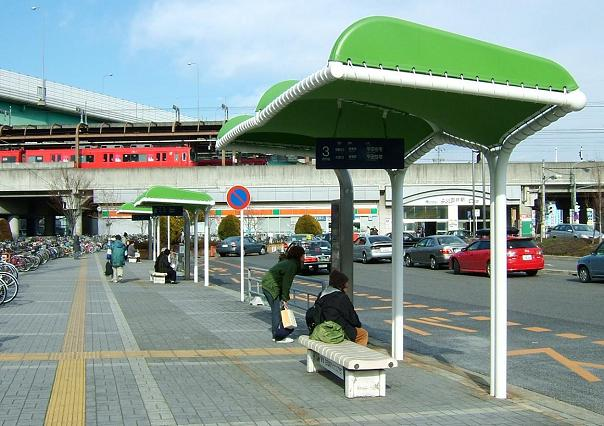
Bushaltestellen
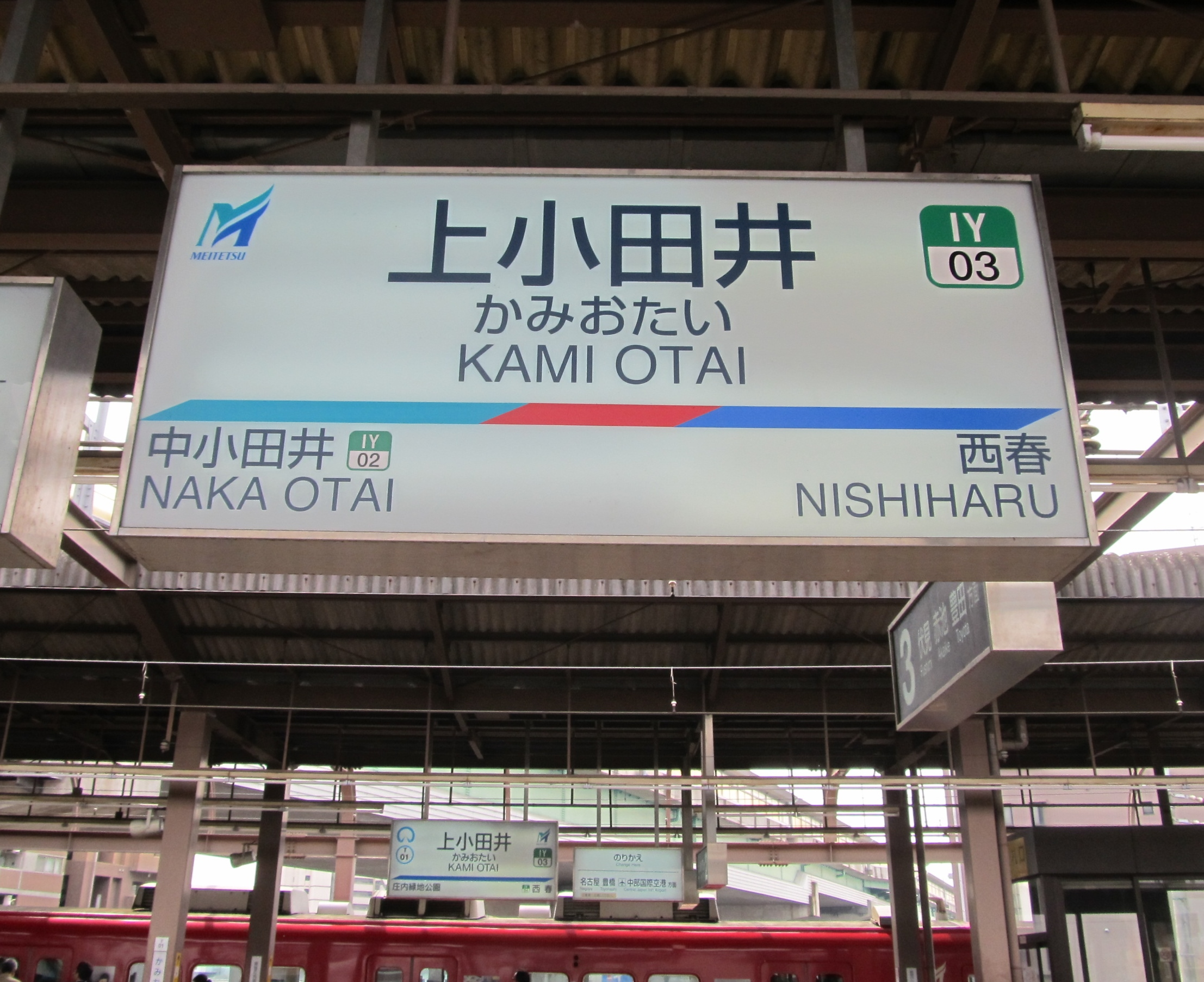
Stationsnamensschild für Gleis 4 (reine Meitetsu-Spezifikation).

## Gleise

Gleisplan; rot = Meitetsu;
blau = U-Bahn; gelb: TKJ

| 1 | ▉ Meitetsu Inuyama-Linie | Nagoya                                    |
| 2 | ▉ Tsurumai-Linie         | Durchbindungen zur Meitetsu Inuyama-Linie |
| 3 | ▉ Tsurumai-Linie         | Fushimi • Akaike • Toyotashi              |
| 4 | ▉ Meitetsu Inuyama-Linie | Meitetsu Nagoya • Kanayama                |

## Linien
| Verlauf der Meitetsu Inuyama-Linie |
| --- |
| Biwajima-Gleisdreieck • Shimo-Otai • Naka-Otai • Kami-Otai • Nishiharu • Tokushige-Nagoyageidai • Taisanji • Iwakura • Ishibotoke • Hotei • Kōnan • Kashiwamori • Fusō • Kotsuyōsui • Inuyamaguchi • Inuyama • Inuyama-Yūen • Shin-Unuma |

## Geschichte
Der ursprüngliche Bahnhof, der diese Gegend erschloss, hieß Hiratabshi (平田橋), war ebenerdig und lag etwa 300 Meter weiter nördlich des heutigen Standorts am Nordufer des Shin-kawa. Er wurde am 6. August 1912 durch die Nagoya Denki Tetsudō (Vorgängerin der Meitetsu) eröffnet, zusammen mit der Strecke zwischen dem Biwajima-Gleisdreieck und Inuyama. Ende der 1980er Jahre plante das Verkehrsamt der Stadt Nagoya, die im 1,4 km entfernten U-Bahnhof Shōnai-ryokuchi-kōen endende Tsurumai-Linie mit der Meitetsu Inuyama-Linie zu verknüpfen, um dadurch im Nordwesten des Stadtgebiets einen zusätzlichen Umsteigeknoten zu schaffen. Dieses Vorhaben erforderte die Aufhebung des Bahnhofs Hiratabshi, den Bau eines Viadukts und die Errichtung eines neuen, weiter südlich gelegenen Bahnhofs namens Kami-Otai. Dessen Eröffnung erfolgte am 27. Oktober 1991, zunächst nur für die Züge der Meitetsu. Am 12. August 1993 folgte die Verlängerung der Tsurumai-Linie von Shōnai-ryokuchi-kōen nach Kami-Otai. Da zu diesem Zeitpunkt die Wendeanlage noch nicht bestand, beschränkte sich die Bedienung vorerst auf Durchbinungen zur Meitetsu Inuyama-Linie. Nach der Fertigstellung der Wendeanlage im Januar 1994 war der Vollausbau am 30. März desselben Jahres abgeschlossen; seither fahren alle U-Bahn-Züge der Tsurumai-Linie dorthin. Bis heute nicht verwirklicht sind Bahnsteige an der Jōhoku-Linie, die etwa 250 Meter südlich über den Meitetsu- und U-Bahn-Viadukten hinwegführt.